# Jacques Cuinières
Jacques Cuinières (26. března 1943 Le Pont-Chrétien-Chabenet – 8. února 2020) byl francouzský novinář a fotograf. Od roku 1960 do roku 1980 pracoval pro společnost L'Aurore.

## Díla
- Une semaine à Colombey – Général De Gaulle Collectif :Textes de Michel Radenac, maquette de Jean-Claude Brugeron, Photographies de Jacques Mouret, Jean-Pierre Tartrat, Jacques Cuinières et les agences GAMMA et AFP. (1971).
- Rudolf Noureev, les images d'une vie, Ed. Verlhac, 2008 ISBN 2916954104